# 3Hz
3Hz (japonsky 株式会社3Hz, Kabušiki gaiša San Herucu), nebo též Studio 3Hz, je japonské animační studio, které v roce 2013 založili bývalí animátoři studia Kinema Citrus, a to v čele s Júičirém Macujou.

## Tvorba

### Televizní seriály
| Rok  | Název                                         | Režie                                       | Od               | Do                | Díly          | Poznámky | Zdroje |
| ---- | --------------------------------------------- | ------------------------------------------- | ---------------- | ----------------- | ------------- | --- | ------ |
| 2014 | Sora no Method                                | Masajuki Sakoi                              | 5. října 2014    | 28. prosince 2014 | 13            | Původní dílo. | [ 1 ]  |
| 2016 | Dimension W                                   | Kanta Kamei                                 | 10. ledna 2016   | 27. března 2016   | 12            | Adaptace série mangy, jejíž mangakou je Júdži Iwahara. V koprodukci se studiem Orange.                            | [ 2 ]  |
| 2016 | Flip Flappers                                 | Kijotaka Ošijama                            | 6. října 2016    | 29. prosince 2016 | 13            | Původní dílo. | [ 3 ]  |
| 2017 | Princess Principal                            | Masaki Tačibana                             | 9. července 2017 | 24. září 2017     | 12            | Původní dílo. V koprodukci se studiem Actas.                                                                      | [ 4 ]  |
| 2018 | Sword Art Online Alternative: Gun Gale Online | Masajuki Sakoi                              | 8. dubna 2018    | 30. června 2018   | 12            | Adaptace série light novel, jejímž autorem je Keiiči Sigsawa. Jedná se o spin-off anime seriálu Sword Art Online. | [ 5 ]  |
| 2019 | Chidori RSC                                   | Masanori Takahaši                           | 13. října 2019   | 18. ledna 2020    | 12            | Adaptace čtyř panelové série mangy, jejíž mangakou je Salmiakki.                                                  | [ 6 ]  |
| 2020 | A3!                                           | Masajuki Sakoi Keisuke Šinohara (díly 1–12) | 13. ledna 2020   | 29. prosince 2020 | 24            | Založeno na mobilní hře od společnosti Liber Entertainment. V koprodukci se studiem P.A.Works.                    | [ 7 ]  |
| tba  | Healer Girl                                   | Jasuhiro Irie                               | bude oznámeno    | bude oznámeno     | bude oznámeno | Původní dílo. | [ 8 ]  |

### OVA
| Rok  | Název                              | Režie          | Od                | Do                | Díly | Poznámky |
| ---- | ---------------------------------- | -------------- | ----------------- | ----------------- | ---- | --- |
| 2015 | Sora no Method                     | Masajuki Sakoi | 24. července 2015 | 24. července 2015 | 1    | Krátká epizoda neodvysílaná se seriálem.                                                                                      |
| 2016 | Dimension W                        | Kanta Kamei    | 26. srpna 2016    | 26. srpna 2016    | 1    | Neodvysílaná epizoda, která byla vydána společně se šestým Blu-ray diskem. V koprodukci se studiem Orange.                    |
| 2019 | Sora no Method: Mó hitocu no negai | Masajuki Sakoi | 11. října 2019    | 11. října 2019    | 1    | Speciální epizoda, jejíž příběh se točí kolem nové postavy Carol. Vydána na kanálu Infinite na internetové platformě YouTube. |

### Filmy
| Rok  | Název    | Režie                          | Premiéra      | Poznámky      | Zdroje |
| ---- | -------- | ------------------------------ | ------------- | ------------- | ------ |
| 2019 | Blackfox | Kazuja Nomura Keisuke Šinohara | 5. října 2019 | Původní dílo. | [ 9 ]  |

### Videohry
| Rok  | Název                                                           | Vydavatel    | Datum vydání      | Poznámky               | Zdroje |
| ---- | --------------------------------------------------------------- | ------------ | ----------------- | ---------------------- | ------ |
| 2015 | Tokyo Xanadu                                                    | Nihon Falcom | 30. září 2015     | Animace úvodních scén. | [ 10 ] |
| 2016 | Ys VIII: Lacrimosa of Dana                                      | Nihon Falcom | 21. července 2016 | Animace úvodních scén. | [ 10 ] |
| 2017 | The Legend of Heroes: Trails of Cold Steel III                  | Nihon Falcom | 28. září 2017     | Animace úvodních scén. | [ 10 ] |
| 2018 | The Legend Of Heroes: Trails of Cold Steel IV -THE END OF SAGA- | Nihon Falcom | 27. září 2018     | Animace úvodních scén. |        |